# Bolgenschanze
Bolgenschanze je zapuščena švicarska skakalnica, ki se nahaja v zimsko športnem središču Davos. Odprta je bila leta 1908, kritično točko pa je imela pri K-74. Na njej so bili postavljeni trije svetovni rekordi.

## Zgodovina
Dne 28. februarja 1909 je bilo na uradni otvoritvi skakalnice Smučarskega kluba Davos zbralo okrog 1200 ljudi. Zmagovalec je bil gostujoči skakalec iz Norveške Harald Smith pred njegovim bratom Trygve Smithom, ki je padel na 48 m in Trygve Myklegaardom. Med 1. svetovno vojno je skakalnica miroval a že leta 1919 je Thorleif Knudseen (NOR) z 48 m postavil nov rekord skakalnice.
Ko je Davos leta 1929  gostil Svetovne zimske akademske igre je bila prenova skakalnice neizbežna. Arhitekta Grünenfelder in Straumann sta naredila načrte za novo skakalnico, kar je rezultiralo 24. februarja 1931, ko so začeli padati novi rekordi skakalnice. Vrhunec je še istega dne z novim svetovnim rekordom 81,5 m dosegel Sigmund Ruud in Norveške. S tem je prevzel nekdanji rekord 76 m mjašega brata Birger Ruuda.
S svojim sodobnim profilom je skakalnica v teh dneh Bolgenschanze požela veliko pozornost svetovne javnosti v teh dneh in je bila ocenjena skakalna trdnjava sveta. 
Konec 1950 let je bila skakakalnica potrebna obnove a zaradi finačnih težav in nevzdrževanja propadla in je bila podrta. Danes ta hrib uporabljajo za alpsko smučanje.

## Svetovni rekordi
- 1909  Harald Smith 45 m
- 1913  Thorleif Knudsen 48 m
- 1931  Sigmund Ruud 81.5 m